# Мендсары
Мендса́ры (фин. Mäntysaari) — деревня в Бугровском городском поселении Всеволожского района Ленинградской области.

## История
Деревня упоминается ещё в Писцовой книге Водской пятины 1500 года как «Мендосарь на речке Мендосаре у часовни».
На «Карте Ингерманландии: Ивангорода, Яма, Копорья, Нотеборга» в 1676 году она обозначена под названием Mensara.
На карте 1792 года прапорщика Н. Соколова деревня обозначается как Мяксары, на карте того же года А. М. Вильбрехта — как селение Menzari.
Как деревня Майсари она упоминается на «Карте окружности Санкт-Петербурга» 1810 года.
Строилась широко, разбросано по холмам.

МЕНЦАРЫ — деревня мызы Осиновая Роща, принадлежит Лопухиной, княгине, действительной статской советнице, жителей по ревизии: 69 м. п., 77 ж. п.; (1838 год)

На этнографической карте Санкт-Петербургской губернии П. И. Кёппена 1849 года она обозначена как деревня «Mäntysaari», расположенная в ареале расселения эвремейсов. В пояснительном тексте к этнографической карте деревня названа Mändüsaari (Менцари) и указано количество её жителей на 1848 год: 77 м. п., 94 ж. п. все эвремейсы за исключением 1 савакота, всего 171 человек.

МЕНЦАРЫ — деревня Гр. Левашёвой по Выборгскому почтовому тракту 21 версту, а потом по просёлкам, 27 дворов, 89 душ м. п. (1856 год)

Согласно «Топографической карте частей Санкт-Петербургской и Выборгской губерний» в 1860 году деревня состояла из двух частей: Мемницары насчитывающая 29 дворов с мельницей и Менцары — из 26.

МЕНЦАРЫ (МЕНИЦАРЫ) — деревня владельческая при колодцах, 27 дворов, 89 м. п., 96 ж. п.; (1862 год)

Согласно карте из «Исторического атласа Санкт-Петербургской Губернии» 1863 года на месте современной деревни находились две смежные деревни: Менцары и Меницары.

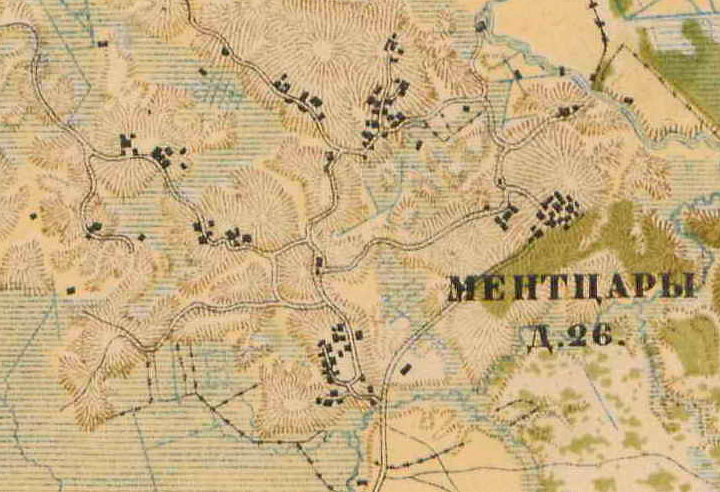
План деревни Мендсары. 1885 год

В 1885 году деревня обозначалась на карте как Ментцары и насчитывала 26 дворов.

МЕНДСАРИ — поселение Лупполовского сельского общества за р. Охтой 1 двор, 2 м. п., 2 ж. п., всего 4 чел.;

МЕНДСАРИ (КЮТЕЛЯМЯКИ) — крестьянское селение 35 дворов, 76 м п., 65 ж. п., всего 141 чел.;

МЕНДСАРИ (НОКЕЛОМЯКИ) — поселение Лупполовского сельского общества 17 дворов, 42 м. п., 44 ж. п., всего 86 чел., смежно с другими частями селения Мендсари;

МЕНДСАРИ (ПЁККОЛОМЯКИ) — поселение Лупполовского сельского общества 9 дворов, 35 м. п., 27 ж. п., всего 62 чел., смежно с селением Мендсари. (1896 год)

В конце XIX века деревня административно относилась к 3-му стану Санкт-Петербургского уезда Санкт-Петербургской губернии, в начале XX века — к Осинорощинской волости 2-го стана. Население деревни было однородным — финским.

МЕНЦАРЫ (МЕНИЦАРЫ) — селение Лупполовского сельского общества Осинорощинской волости, число домохозяев — 48, наличных душ — 241; количество надельной земли — 302 дес. 600 саж. (1905 год)

В 1908 году в деревне Мендсарь проживали 274 человека из них 29 детей школьного возраста (от 8 до 11 лет).
В 1909 году в деревне Ментсари было 46 дворов.
В 1914 году в Мендсарах действовала земская школа (Мендсарское училище), учителем в которой была Ольга Дмитриевна Канарейкина.
Согласно переписи населения СССР 1926 года:

МЕНДСАРА — деревня Порошкинского сельсовета Парголовской волости Ленинградского уезда, 80 хозяйств, 369 душ.

Из них: русских — 4 хозяйства, 20 душ; ингерманландцев — 72 хозяйства, 333 души; суоми — 4 хозяйства, 16 душ.

«МЕНДСАРЫ» — совхоз Порошкинского сельсовета Парголовской волости, 3 хозяйства, 20 душ.

Из них: русских — 2 хозяйства, 11 душ; ингерманландцев — 1 хозяйство, 9 душ. (1926 год)

В 1930-е годы жители деревни Менжары (Мендсары) были объединены в сельскохозяйственную артель «Имени Ворошилова», всего в деревне было 69 семейств.
По административным данным 1933 года деревня Мендсары относилась к Юкковскому сельсовету Ленинградского Пригородного района.
Согласно переписи населения СССР 1939 года:

МЕНДСАРЫ — деревня Левашовского сельсовета Парголовского района, 252 чел. (1939 год)

Деревня Мендсары на карте 1939 года

Согласно топографической карте РККА 1939 года деревня называлась Ментасары и насчитывала 63 двора. В 1940 году деревня также насчитывала 63 двора.
Основное население деревни в довоенные годы составляли ингерманландские финны, имеются сведения о репрессиях и депортациях по национальному признаку, которым они подверглись в конце 1930-х — начале 1940-х годов.
В 1958 году население деревни составляло 139 человек.
По данным 1966 и 1973 годов деревня Мендсары находилась в составе Чернореченского сельсовета. Позднее она была передана в состав Юкковского сельсовета.
С 23 октября 1989 года деревня Мендсары находилась в составе Бугровского сельсовета.
В 1997 году в деревне Мендсары Бугровской волости проживали 6 человек, в 2002 году — 80 человек (русские — 77%).
В 2007 году в деревне Мендсары Бугровского СП — 86 человек.

### Современность
В деревне ведётся активное коттеджное строительство.

## География
Деревня расположена в западной части района на автодороге 41К-334 (Подъезд к дер. Мендсары), к югу от деревни Вартемяги и к северу от деревни Порошкино.
Местность, где расположена деревня — холмистая. Финское название деревни — «Сосновый остров», подтверждают островки соснового леса первой категории, окружающие деревню.
Расстояние до административного центра поселения 5 км.
Расстояние до ближайшей железнодорожной станции Левашово — 7,5 км.
Деревня находится на правом берегу реки Охты.

## Демография
| 1862 | 2007 | 2010 | 2017 |
| ---- | ---- | ---- | ---- |
| 185  | ↘86  | ↗181 | ↗188 |

Национальный состав
Согласно данным Всероссийской переписи населения 2021 года в деревне проживал 81 человек, из них:
 русские — 61, грузины — 3,  белорусы — 3, татары — 3 человека, остальные национальность не указали.

## Улицы
1-й проезд, 1-й Инженерный проезд, 1-й Садовый проезд, 2-й проезд, 2-й Садовый проезд, 2-я Цветочная, 2-я Садовая, 4-й Центральный проезд, 8-й Садовый проезд, 9-й Садовый проезд, Болотная, Дачная, Зелёная, Инженерная, Кленовый переулок, Лесная, Луговая, Луговой переулок, переулок Медиков, Охтинская, Полевая, Садовая, Сосновая, Спортивная, Строителей, Цветочная, Центральная.

## Садоводства
Горы, Грин Лэнд, Грин Хилл, Мендсары, Московское, Новые Мендсары, Подворье, Топ Вилладж, Усадьба в Мендсарах, Форест.